# Théorie de la frustration-agression
La théorie de la frustration–agression est une théorie de l'agression proposée par John Dollard, Neal E. Miller et al. en 1939, développée par Miller, Roger Barker (en) et al. en 1941 et Leonard Berkowitz (en) en 1969. Cette théorie explique que l'agression est le résultat d'un blocage, ou d'une frustration, interférant dans le but que s'est fixé un individu.

## Description
La théorie de la frustration–agression tente de donner une explication sur la cause violente qu'apporte la frustration. Cette théorie, développée par John Dollard et ses collègues, explique que la frustration cause l'agression, mais lorsque la source de cette frustration ne peut être réglée, l'agression s'abat sur une autre cible. Il existe quelques exemples de ce type. Lorsqu'un employé n'est pas respecté ou humilié à son lieu de travail, mais qu'il ne peut réagir de peur de perdre son travail, celui-ci, en rentrant de son travail, extériorise sa colère et sa frustration sur sa famille. Cette théorie est également utilisée pour expliquer les émeutes et des révolutions, ces dernières étant causées par une catégorie d'individus défavorisés exprimant leur frustration à travers la colère et la violence.
Selon le groupe de Yale, la frustration désigne la « condition qui survient lorsqu'il y a interférence dans un but fixé », tandis que l'agression se définit comme un « acte dont le but est de blesser un organisme (ou organisme interférant). » Cependant, l'agression n'est pas toujours une réponse à la frustration. À la place, une réponse alternative est adoptée lorsque la réponse agressive ne semble pas la plus efficace. Pour aller plus loin, cette théorie se penche sur la question de savoir si l'agression est un acte inné.
Cependant, cette théorie pose quelques problèmes. Premièrement, il n'existe aucun lien empirique, bien qu'elle se base sur des études effectuées depuis soixante ans. Un autre problème : la théorie suggère que les individus frustrés devraient agir d'une manière plus agressive envers les individus qui leur ont porté préjudice, mais des études montrent qu'ils seraient agressifs envers tout leur entourage.

## Expérience
La théorie de la frustration–agression est étudiée depuis 1939, et plusieurs modifications y ont été apportées. Dill et Anderson présentent une étude mettant en question si la frustration, qu'elle soit justifiée ou non, joue un rôle important pour de futures agressions. L'expérience impliquait trois groupes de sujets pratiquant de l'origami en un temps chronométré. 